# Kjetil Jansrud
Kjetil Jansrud (n. 28 august 1985, Comuna Stavanger, Rogaland, Norvegia) este un schior norvegian ce participă la Cupa Mondială de Schi Alpin. Concurează la toate probele, mai puțin la slalom iar cea mai bună proba era cea de slalom uriaș unde are 6 podiumuri în Cupa Mondială  și medalia olimpică de argint. Din 2012 a devenit specialist la probele de viteză câștigând 10 concursuri în aceste probe. La Jocurile Olimpice de iarnă din 2014 de la Soci a câștigat proba de Super-G și locul al treilea la coborâre

## Rezultate Cupa Mondială

### Titluri
- 2 titluri - (1 la coborâre, 1 la super-G)

| Sezon | Disciplină |
| ----- | ---------- |
| 2015  | Super-G    |
| 2015  | Coborâre   |

### Clasări pe sezoane
| Sezon | Vârsta | General                                  | Slalom                                   | Slalom uriaș                             | Super-G                                  | Coborâre                                 | Combinata                                |                                          |
| ----- | ------ | ---------------------------------------- | ---------------------------------------- | ---------------------------------------- | ---------------------------------------- | ---------------------------------------- | ---------------------------------------- | ---------------------------------------- |
| 2004  | 18     | 140                                      | —                                        | 53                                       | —                                        | —                                        | —                                        |                                          |
| 2005  | 19     | 98                                       | 58                                       | 39                                       | —                                        | —                                        | —                                        |                                          |
| 2006  | 20     | 43                                       | 21                                       | 46                                       | —                                        | —                                        | 15                                       |                                          |
| 2007  | 21     | accidentat; nu a concurat în acest sezon | accidentat; nu a concurat în acest sezon | accidentat; nu a concurat în acest sezon | accidentat; nu a concurat în acest sezon | accidentat; nu a concurat în acest sezon | accidentat; nu a concurat în acest sezon | accidentat; nu a concurat în acest sezon |
| 2008  | 22     | 111                                      | 53                                       | 47                                       | —                                        | —                                        | —                                        |                                          |
| 2009  | 23     | 34                                       | —                                        | 9                                        | 40                                       | —                                        | —                                        |                                          |
| 2010  | 24     | 17                                       | —                                        | 7                                        | 28                                       | 47                                       | 10                                       |                                          |
| 2011  | 25     | 13                                       | 41                                       | 4                                        | 27                                       | 46                                       | 3                                        |                                          |
| 2012  | 26     | 8                                        | 49                                       | 9                                        | 4                                        | 19                                       | 7                                        |                                          |
| 2013  | 27     | 13                                       | —                                        | 21                                       | 8                                        | 10                                       | 11                                       |                                          |
| 2014  | 28     | 6                                        | —                                        | 29                                       | 2                                        | 4                                        | 13                                       |                                          |
| 2015  | 29     | 2                                        | —                                        | 19                                       | 1                                        | 1                                        | 18                                       |                                          |

### Victorii în curse
- 10 victorii – (5 Coborâre, 5 Super-G)
- 28 podiumuri – (11 Coborâre, 11 Super-G, 6 Slalom Uriaș)

| Sezon | Dată         | Oraș                    | Disciplină   | Loc |
| ----- | ------------ | ----------------------- | ------------ | --- |
| 2009  | 10 ian 2009  | Abdelboden, Elveția     | Slalom Uriaș | 3   |
| 2010  | 29 ian 2010  | Kranjksa Gora, Slovenia | Slalom Uriaș | 3   |
| 2010  | 30 ian 2010  | Kranjksa Gora, Slovenia | Slalom Uriaș | 2   |
| 2011  | 5 dec 2011   | Beaver Creek, SUA       | Slalom Uriaș | 2   |
| 2011  | 6 feb 2011   | Hinterstoder, Austria   | Slalom Uriaș | 2   |
| 2012  | 6 dec 2011   | Beaver Creek, SUA       | Slalom Uriaș | 3   |
| 2012  | 16 dec 2011  | Val Gardena, Italia     | Super-G      | 3   |
| 2012  | 2 mar 2012   | Kvitfjell, Norvegia     | Super-G      | 3   |
| 2012  | 3 mar 2012   | Kvitfjell, Norvegia     | Coborâre     | 2   |
| 2012  | 4 mar 2012   | Kvitfjell, Norvegia     | Super-G      | 1   |
| 2013  | 30 nov 2012  | Beaver Creek, SUA       | Coborâre     | 3   |
| 2014  | 21 dDec 2013 | Val Gardena, Italia     | Coborâre     | 2   |
| 2014  | 28 feb 2014  | Kvitfjell, Norvegia     | Coborâre     | 1   |
| 2014  | 2 mar 2014   | Kvitfjell, Norvegia     | Super-G      | 1   |
| 2015  | 29 nov 2014  | Lake Louise, Canada     | Coborâre     | 1   |
| 2015  | 30 nov 2014  | Lake Louise, Canada     | Super-G      | 1   |
| 2015  | 5 dec 2014   | Beaver Creek, SUA       | Coborâre     | 1   |
| 2015  | 6 dec 2014   | Beaver Creek, SUA       | Super-G      | 2   |
| 2015  | 19 dec 2014  | Val Gardena, Italia     | Coborâre     | 2   |
| 2015  | 20 dec 2014  | Val Gardena, Italia     | Super-G      | 1   |
| 2015  | 24 ian 2015  | Kitzbühel, Austria      | Coborâre     | 1   |
| 2015  | 22 feb 2015  | Saalbach, Austria       | Super-G      | 3   |
| 2015  | 8 mar 2015   | Kvitfjell, Norvegia     | Super-G      | 1   |
| 2015  | 18 mar 2015  | Méribel, Franța         | Coborâre     | 1   |
| 2015  | 19 mar 2015  | Méribel, Franța         | Super-G      | 2   |
| 2016  | 4 dec 2015   | Beaver Creek, SUA       | Coborâre     | 2   |
| 2016  | 18 dec 2015  | Val Gardena, Italia     | Super-G      | 2   |
| 2016  | 19 dec 2015  | Val Gardena, Italia     | Coborâre     | 3   |

## Rezultate Campionate Mondiale
| An   | Vârsta | Slalom                    | Slalom Uriaș              | Super-G                   | Coborâre                  | Combinata                 |
| ---- | ------ | ------------------------- | ------------------------- | ------------------------- | ------------------------- | ------------------------- |
| 2005 | 19     | DNF —                     | —                         | —                         | —                         | —                         |
| 2007 | 21     | accidentat, nu a concurat | accidentat, nu a concurat | accidentat, nu a concurat | accidentat, nu a concurat | accidentat, nu a concurat |
| 2009 | 23     | DNF                       | DNF                       | DNF                       | —                         | 9                         |
| 2011 | 25     | DNF                       | 5                         | DNF                       | —                         | 10                        |
| 2013 | 27     | —                         | —                         | DNF                       | —                         | —                         |
| 2015 | 29     | —                         | —                         | 4                         | 15                        | 2                         |

## Rezultate Jocuri Olimpice
| An   | Vârsta | Slalom | Slalom Uriaș | Super-G | Coborâre | Combinata |
| ---- | ------ | ------ | ------------ | ------- | -------- | --------- |
| 2006 | 20     | —      | DNS          | —       | —        | 10        |
| 2010 | 24     | 17     | 2            | 12      | 31       | 9         |
| 2014 | 28     | —      | DNF          | 1       | 3        | 4         |